# Roi Et
Pour la province de Thaïlande, voir Province de Roi Et.
Roi Et (thaï ร้อยเอ็ด) est une ville du nord-est de la Thaïlande, chef-lieu de la province de Roi Et, à 512 km de Bangkok.

## Centres d'intérêt culturel
- en ville
  - le lac de Bueng Phalan Chai, de 200 km2, symbole du roi, avec sanctuaire de la ville sur l'île centrale,
  - L'aquarium,
  - le temple Wat Klang Ming Mueang,
  - le temple Wat Sa Thong, avec la statue vénére de Bouddha de Luang Pho Phra Sangkatchai,
  - le temple Wat BuraPhaphiram, avec statue (59,20 m) de Phra Phuttha Rattana Mongkhon Maha Muni (Luang Pho Yai)
- à proximité
  - l'ancien centre médical khmer, Prang Ku, à Wat Si Ratanaram (Amphoe Thawatburi),
  - le village de Ban Wai Luem, village de tissage de soie, (Amphoe Thawatburi),
  - le site architectural khmer de Ku Ka Sing, avec trois pagodes, (Amphoe Kaset Wisai),
  - les ruines du sanctuaire khmer Ku Phra Ko Na, (Amphoe Suwannaphum, Tambou Sa Khu, à 60 km),
  - le parc de Pha Nam Yoi, (Amphoe Nong Phok, Ban Khok Klang, à 88 km),
  - le chedi de Phra Maha Chedi Chaimongkhon (Amphoe Nong Phok, à 80 km).

## Personnalités liées à la ville
- Lamyai Haithongkham (1998-), chanteuse pop thaïlandaise, de musique mor lam (molam) et luk thung.